# Port-Turm

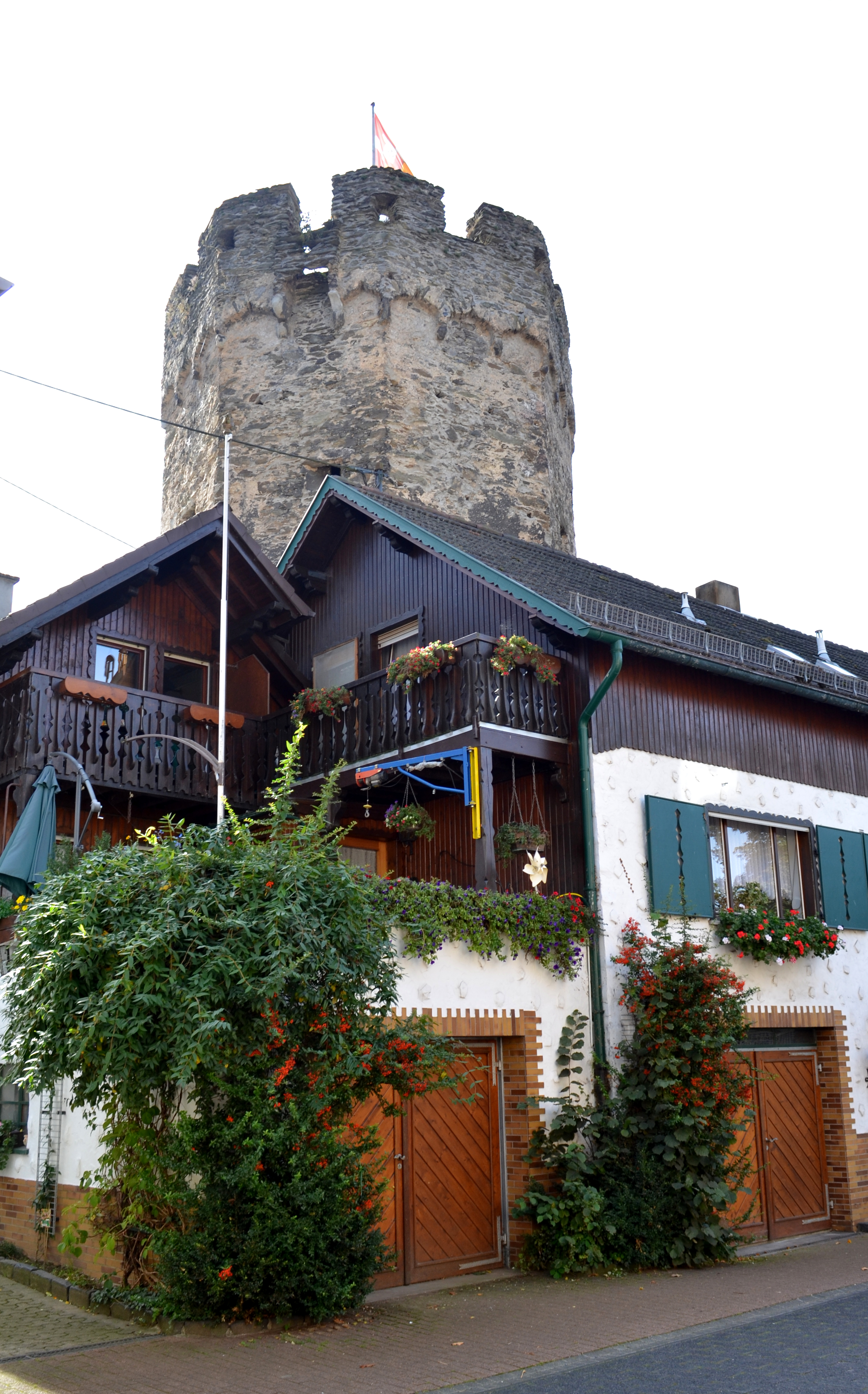
Port-Turm

Der Port-Turm ist ein Wehrturm in Balduinstein. Der um 1430 als Teil der Ortsbefestigungsanlage gebaute Turm steht nahe der Lahn. Der Grundriss des Turms ist ein Oktogon. Seine Höhe beträgt 17 m, sein Durchmesser 8 m. Er wird von einem Zinnenkranz umgeben, darunter befindet sich ein Fries mit Kielbogen. Der Turm hat drei Räume und die Decken sind Kreuzgratgewölbe aus leichten Spitzbögen. Der Eingang befand sich ursprünglich im dritten Geschoss, erst 1930 wurde eine Eingangstür in das erste Geschoss geschlagen. 